# Locmélar
Locmélar é uma comuna francesa na região administrativa da Bretanha, no departamento de Finisterra. Estende-se por uma área de 15,55 km². Em 2010 a comuna tinha 486 habitantes (densidade: 31,3 hab./km²). 30 hab/km².